# Catway

Un catway est une étroite passerelle flottante installée perpendiculairement au ponton principal, parcourant la longueur de petits bateaux amarrés, destiné à la circulation des personnes. Le catway est amarré à un ponton ou un quai.

## Étymologie

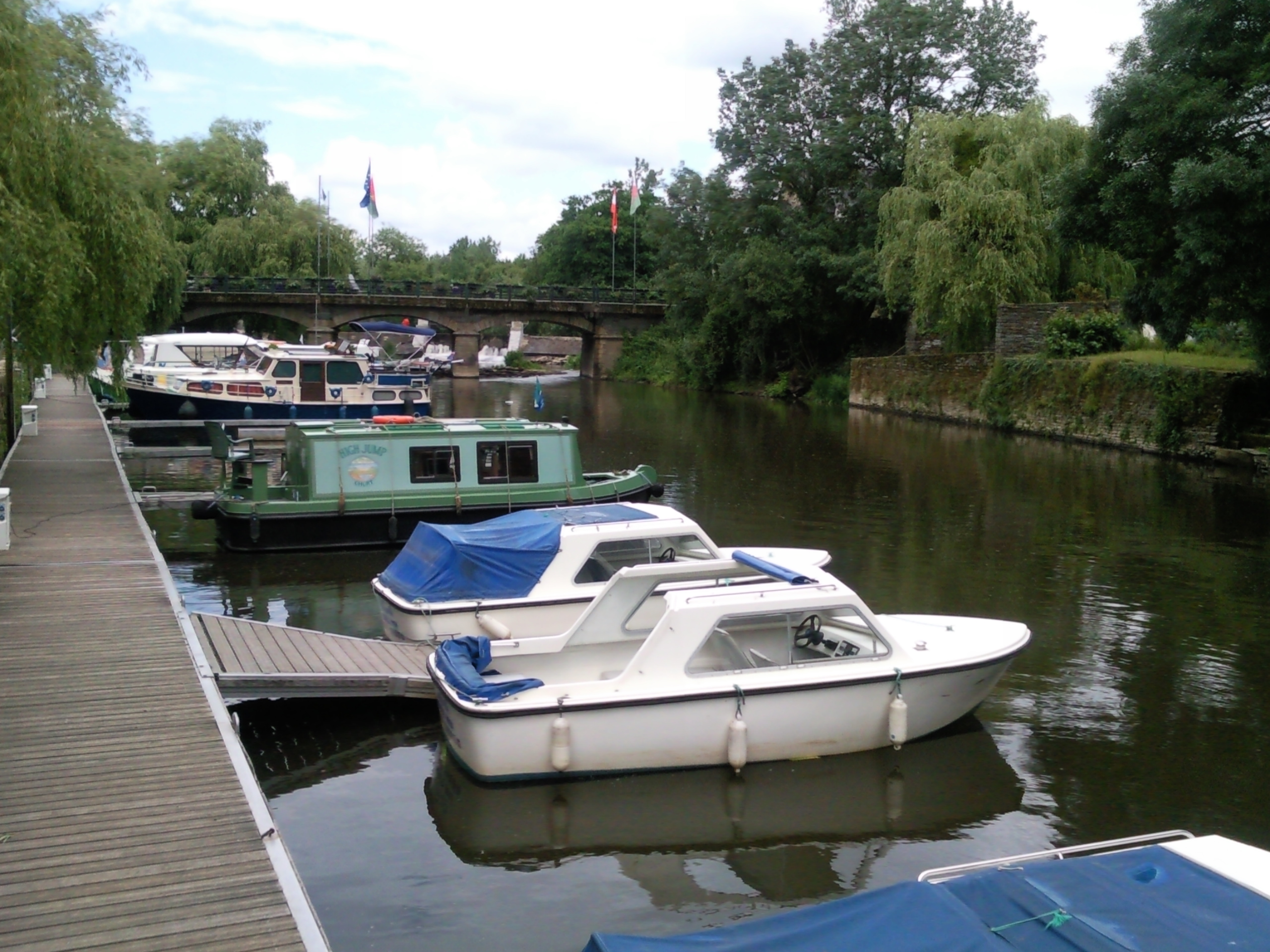
Ponton fluvial et catways

Par analogie avec le mot anglais catwalk qui désigne, en anglais, un passage fermé surélevé donnant accès au pont d’un navire marchand. Le mot catway est formé de « cat » et « way », respectivement « chat » et « chemin », c'est-à-dire un passage étroit sur lequel il faut se déplacer avec prudence. 
Dans le domaine nautique, les mots slip way (cale), fairway (passe navigable), axis way (axe de navigation), etc. sont formés de la même façon.